# Racibory (województwo mazowieckie)
Racibory – wieś sołecka w Polsce położona w województwie mazowieckim, w powiecie piaseczyńskim, w gminie Tarczyn.
W latach 1975−1998 miejscowość położona była w województwie warszawskim.
Istnienie tej wsi poświadczone jest w źródłach pisanych od początku XV w., chociaż zapewne ma starszą metrykę. (potwierdzenie źródła i jego nazwy) Nosiła nazwę dwuczłonową: Brzumino Racibory. Znany jest zapis z 1427 r. dotyczący szlachcica Jakuba Racibora z Brzumina. W okresie I Rzeczypospolitej położona była w województwie mazowieckim, w ziemi warszawskiej, w powiecie (sądowym) tarczyńskim i na terenie parafii Rembiertowo (obecnie Rembertów).
Dla dóbr ziemskich Racibory z przyległościami tzn. polami Ryczki i Kanie oraz częścią na Pracach Dużych litera C założono księgę hipoteczną w 1820 r. W tym źródle archiwalnym zapisano, że w 1801 r. Kacper Boguski sprzedał majątek hrabiemu Aleksandrowi Potockiemu, który w 1805 r. pozbył się Raciborów na rzecz Katarzyny ze Świniarskich Sadowskiej, żony Wojciecha. Sadowska utraciła swą własność na drodze przymusowego wywłaszczenia z wniosku Towarzystwa Kredytowego Ziemskiego. Dobra kupił na publicznej licytacji, która odbyła się w 1833 r., Wincenty Roszkowski. Kolejnymi właścicielami dóbr ziemskich Racibory byli: Ksawery Koisiewicz (od 1835 r.), Józef Śliwowski, który kupił je łącznie z dobrami Prace Duże litery A. BiD w połowie 1836 r., ponownie Ksawery Koisiewicz od 1840 r., małżonkowie Marianna ze Styczyńskich i Wilhelm Goldbergowie od 1852 r. i Jan Lindner łącznie z dobrami Prace Duże litery A, B i D w drodze zamiany za nieruchomość w Warszawie od 1853 r.
W dniu 5 sierpnia 1863 r. około godziny czwartej po południu między Prażmowem a Raciborami doszło do potyczki między wojskiem rosyjskim a rawskim oddziałem powstańczym dowodzonym przez Grabowskiego. W walce poległo 9 powstańców, których pochowano na cmentarzu w Prażmowie. Rozpoznano tylko dwóch: porucznika Strzelców Polskich B. Słowińskiego, w wieku około 30 lat i strzelca Władysława Zaborskiego, liczącego około 24 lat, nazywanego w partii powstańczej sekretarzem. Obaj, jak zapisano w aktach zgonu, zginęli po wsią Racibory. Pozostałych 6 strzelców i 1 ułana nie zidentyfikowano. Wśród nich trzej "tak byli okryci ranami od siecznej broni zadanemi, że rysopisu ich zrobić nie można było". Na cmentarzu prażmowskim znajduje się grób z tablicą informującą o 11 a nie o 9 powstańcach poległych 6 a nie 5 sierpnia, podczas powstania styczniowego.
Po powstaniu, od lipca 1864 r. zmienił się właściciel Raciborów. Dobra kupił od Jana Lindnera Jan Czaki. W 1867 r. majątek został okrojony na rzecz uwłaszczonych włościan. W ten sposób zrealizowano ukaz carski z 1864 r. znoszący pańszczyznę. Utworzono 14 osad, które otrzymali: Piotr Grzyb, Roch Grzyb, Józef Ducki, Józef Kluczyk, Bartłomiej Zgórzak, Franciszek Dembiński, Win- centy Korlak, Łukasz Klimek, Franciszek Grządkowski, spadkobiercy Jana Mali- siaka, Błażej Klimek, Roman Klimek, Jan Kowalski. Włościanie otrzymali też prawa serwitutowe. Mogli wypasać bydło w miejscu po wyrąbanym lesie oraz na folwarcznych ugorach i polach po żniwach wspólnie z bydłem dworskim. W 1909 r. za zrzeczenie się serwitutu pastwiskowego otrzymali od dziedzica dodatkowy przydział ziemi. Racibory należały od średniowiecza do parafii Rembertów, ale od 1845 r. kościół parafialny w Prażmowie posiadał tu grunty stanowiące jego własność. Właściciele dóbr za ich użytkowanie mieli wieczyście opłacać po 41 rubli srebrem i 25 kopiejek corocznie w dzień świętego Jana Chrzciciela. Na mocy ukazu carskiego z grudnia 1865 r. o urządzeniu duchowieństwa świeckiego rzymskokatolickiego m.in. wszelkie fundusze tego duchowieństwa przeszły na własność Skarbu Państwa. Od Czakiego dobra kupiła w 1865 г. Honorata z Budziszewskich Noskowska, żona Jana. W akcie kupna-sprzedaży przyjęła obowiązek wypłacenia Janowi Lindnerowi (poprzedniemu przed Czakim właścicielowi Raciborów) pokaźnej sumy pieniędzy 6000 rubli srebrem. Na żądanie Jana Lindnera z Warszawy w 1867 r. do majątku przyjechał komornik. Wezwani małżonkowie Noskowscy odmówili zapłaty powyższej kwoty, dlatego dobra zostały zajęte i zaaresztowane.
Majątek graniczył od północy z dobrami Gąski i Prace Duże, od wschodu z dobrami Prażmów, a od południa i od zachodu z dobrami Kawęczyn. Włościanie w Raciborach nie znali już miejscowych nazw pól Ryczki i Kanie, dawnych przyległości tych dóbr ziemskich. Zadna część Prac Dużych litera C nie wchodziła już w skład dóbr Racibory. Przez majątek przepływała rzeczka Jeziorna (obecnie Jeziorka). Dobra Racibory odlegle były od kościoła parafialnego o 5 wiorst, od miasta powiatowego Grójca o 9 wiorst, od miasta targowego Tarczyna o 8 wiorst i od szosy krakowskiej o 6 wiorst. Powierzchnia majątku wynosiła 22 włóki nowopolskie, w tym 17 włók gruntów ornych, 1 włóka łąki, a reszta pod zabudowaniami, ogrodami, drogami, stawem bezrybnym, nieużytkami i krzaczastymi zaroślami. Uprawiano głównie żyto i kartofle, a pszenicę, owies, jęczmień, tatarkę, groch, kartofle i buraki w mniejszych ilościach. Właścicielka nie prowadziła na terenie dóbr propinacji i wyszynku wódki. Zatrudniała 12 fornali oraz parobków. Hodowano 10 koni roboczych, 10 wołów, 12 krów oraz 180 owiec. Inwentarz martwy gospodarstwa składał się z młocarni, 6 wozów kutych, 5 płużyc, 5 pługów, 12 bron drewnianych, 4 skrzyń do kartoflı, 5 jarzem oraz chomąt. Właściciele Raciborów mieszkali w domu parterowym zwanym dworcem (duży dwór) "z drzewa, cegłą tynkowanym, krytym gontem, o 3 kominach nad dach wyprowadzonych, Budynek posiadał 15 okien wokoło i 3 facjatowe, szczytowe oraz drzwi prowadzące do sieni. Ponadto dwoje drzwi były do połowy oszklone, a przy jednych z nich dobudowano przystawkę taką jak dwór o 2 oknach i 2 drzwiach, z których jedne prowadziły na ganek wsparty na słupach i kryty gontem.
Z tyłu dworu urządzony był ogród warzywno-kwiatowo-owocowy, ogrodzony płotem "z lat i kołków przeplatanych ciernią. W ogrodzie rosło 20 starych drzew owocowych i 80 młodych oraz 50 rózdażynych krzewów. Ogród okalały dzikie drzewa.
Chlewki i kurniki zbudowane były w formie prostokąta z drzewa, w słupy. pod gontem i posiadały 7 drzwi. Przy chlewkach znajdowała się kloaka o 2 sedesach. Zabudowania gospodarskie składały się także z szopy w słupy z drzewa, gontem krytej o dwuskrzydłowych wrotach, spichrza murowanego, podpiwniczonego, krytego gontem, o 3 drzwiach dolnych i jednych ze schodami prowadzącymi do pomieszczenia spichrza. Stały tu 3 stodoły, największa z drzewa w słupy murowane, kryta słomą o 4 klepiskach, o 8 wrotach dwuskrzydłowych. W niej znajdowała się młocarnia czterokonna z wialnią i sieczkarnią. Pozostałe dwie stodoły były mniejsze. drewniane, o 2 klepiskach. Holendernia, owczarnia i stajnie zbudowane były z drzewa w słupy, kryte deskami, z 2 dymnikami, 8 okienkami, 2 drzwiami pojedynczymi i 4 dwuskrzydłowymi. Kierat ochraniała szopa na słupach słomą kryta. Jeden z budynków był w połowie mieszkalny a w połowie służył jako stajnia. Wzniesiono go z drewna w słupy i pokryto gontem; miał 1 komin Dwie studnie z żurawiami cembrowane były balami i kamieniem polnym. Brama sztachetowa oddzielała dziedziniec dworski od drogi wiejskiej, na której na wprost ogrodu stał mostek z zastawą do zatrzymywania wody stawowej.
Wykaz budynków opisanych przez komornika wymienia jeszcze dom na pod- murówce, z drzewa w słupy zbudowany. tynkowany, z 2 facjatami, o 2 kominach, deskami kryty, o 2 sieniach na przestrzał z drzwiami, o 8 oknach parterowych i po 4 szczytowych i facjatowych. Drugi dom był podobnie zbudowany, miał 1 komin 14 okna.
Spisane zostały także 2 piwnice, jedna murowana, deskami kryta, zniszczona oraz ziemianka deskami wykładana, Komórki drewniane pokryto słomą; posiadały 16 przedziałów zamkniętych drzwiami.
Kuźnia dworska zbudowana była z drzewa w słupy, pokryta gontem, o 1 kominie, 3 drzwiach i 3 oknach.
Ostatecznie opisywane dobra ziemskie kupił wierzyciel Jan Lindner z małżonką Marią ze Szlązkiewiczów na początku 1871 r. Jeszcze w tym samym roku sprzedali swą własność Władysławowi Sudnikowi. Z kolei Sudnik w 1878 r. zamienił Racibory na inny majątek położony w powiecie grójeckim Pabierowice z Józefem Targowskim. W 1881 r. nowym właścicielem Raciborów został Stanisław Jędrzejewski, a po jego śmierci w 1906 r., formalnie od 1908 r. wdowa Wanda z domu Polakowska. W 1918 r majątek nabył Witold Felicjan Jędrzejewski, zamieszkały w Warszawie.
Podczas Pierwszego Powszechnego Spisu Ludności Rzeczypospolitej Polskiej, w 1921 r. folwark Racibory liczył 7 budynków, w których spisano 120 katolików, a wieś 20 budynków mieszkalnych 100 osób wyznania rzymskokatolickiego
W 1924 r. Jędrzejewski, zamierzając spłacić zobowiązania hipoteczne, wystąpił do Okręgowego Urzędu Ziemskiego w Warszawie w sprawie udzielenia zezwolenia na parcelację 100 hektarów (170 morgów) gruntu. Cały majątek liczył wówczas 330 hektarów. W 1925 r. Jędrzejowski zatrudniał ekonoma, ogrodnika, karbowego, gajowego, stelmacha kowala, stangreta, 2 pastuchów, stróża, pracownika do świń, drugiego do ogrodu oraz 4 fornali do koni.
W 1927 r. w imieniu dziedzica parcelację przeprowadzała Spółdzielnia Związku Ziemian z ograniczoną odpowiedzialnością Wydział Parcelacyjny w Warszawie. Rozparcelowała około 110 hektarów, a resztę około 70 ha przekazała w następnym roku do parcelacji Bankowi Ziemiańskiemu Wydział Agrarno-Parcelacyjny w Warszawie. Majątkowi groziło wystawienie na publiczną sprzedaż na licytacji przez wierzycieli poszukujących swych należności na mocy wyroków sądowych. Ostatecznie Okręgowy Urząd Ziemski wydał pozwolenie na rozparcelowanie całego majątku Racibory. Dziedzic Jędrzejewski skorzystał z możliwości jaką dawało rozporządzenie prezydenta Rzeczypospolitej Polskiej z dnia 30 grudnia 1924 r. o likwidacji państwowych czynszów wieczystych dzierżaw wieczystych. Zapłacił sumę 5500 zł Skarbowi Państwa i grunty należące dawniej do probostwa w Prażmowie stały się jego własnością. Dobra ziemskie Racibory zostały całkowicie rozparcelowane przed wybuchem II wojny światowej. Na miejsce księgi hipotecznej majątku założono szereg nowych dla Kolonii, które otrzymały następujące nazwy: Grabówek, Bonderówka, Kłopotówka, Celejówka, Pawłówka, Dębówka, Racibory.
Do 1867 r. w Raciborach znajdował się Urząd Gminy. Od tego roku miejscowość ta położona była w gminie Komorniki z siedzibą władz gminnych w Tarczynie i przeszła z powiatu warszawskiego do grójeckiego. Gmina ta została zniesiona w końcu 1954 r. Odtąd Racibory znajdowały się w gromadzie Tarczyn, a od początku 1973 r. wsie Racibory i wieś Nowe Racibory należą do gminy Tarczyn, od 1 stycznia 2003 r. w powiecie piaseczyńskim.
EWA I WŁODZIMIERZ BAGIEŃSCY
Ewa Bagieńska jest magistrem historii. Pracuje w Bibliotece Uniwersytetu Warszawskiego. Włodzimierz Bagienski
jest doktorem historii. Pracuje jako kierownik Archiwum Państwowego m.st.Warszawy Oddz. w Górze Kalwarii.